# Landwirtschaftliche Produktionsgenossenschaft

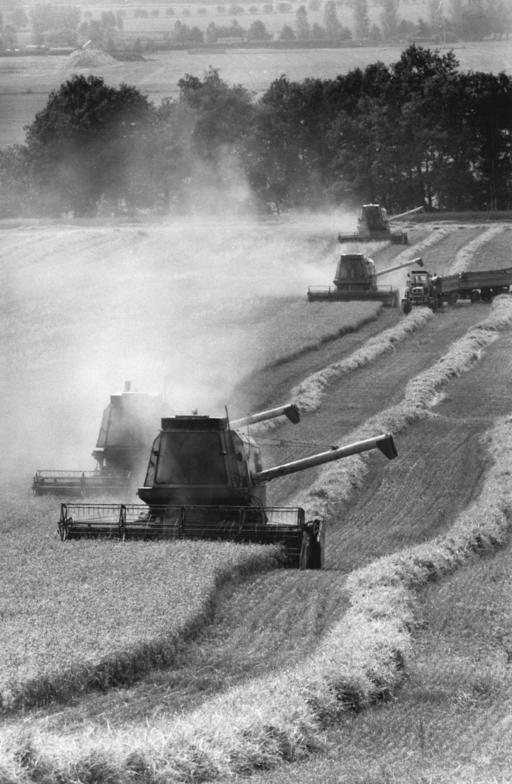
Mähdrescher des Typs Fortschritt E 512 während der Weizenernte bei Großbothen, Kreis Grimma, 1986

Als Landwirtschaftliche Produktionsgenossenschaft (LPG) wurde der zu Anfang 1952 noch teilweise freiwillige und später durch die Zwangskollektivierung unfreiwillige genossenschaftliche Zusammenschluss von Bauern und deren Produktionsmitteln sowie anderer Beschäftigten zur gemeinschaftlichen Agrarproduktion in der DDR bezeichnet.

## Zugrundeliegende Ideologie
Die Kollektivierung und Industrialisierung der Landwirtschaft gehört zu den Grundideen des Sozialismus.

„Wir werden die Herrschaft der Großgrundbesitzer brechen, werden ihren Grund und Boden entschädigungslos enteignen und den landarmen Bauern übergeben, werden Sowjetgüter mit modernstem Maschinenbetrieb schaffen, die Arbeitsbedingungen des Landproletariats denjenigen der städtischen Arbeiterschaft gleichsetzen und viele Millionen werktätiger Bauern in den Aufbau des Sozialismus einbeziehen.“

Die Gründung der LPG war zum Teil eine Folge der Bodenreform in der sowjetischen Besatzungszone. Die damals gebildeten Neubauernstellen waren mit einer Regelgröße von sechs Hektar oft zu klein, um rationell bewirtschaftet zu werden. Den Neubauern fehlte es häufig an landwirtschaftlicher Erfahrung und der technischen Ausstattung.

## Geschichte

### Gründung der LPG

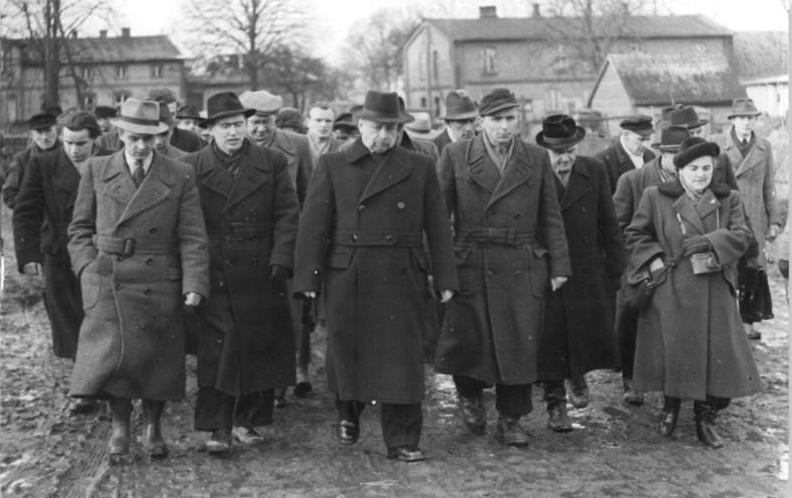
Walter Ulbricht beim Besuch der LPG „Rotes Banner“ in Trinwillershagen am 31. Januar 1953

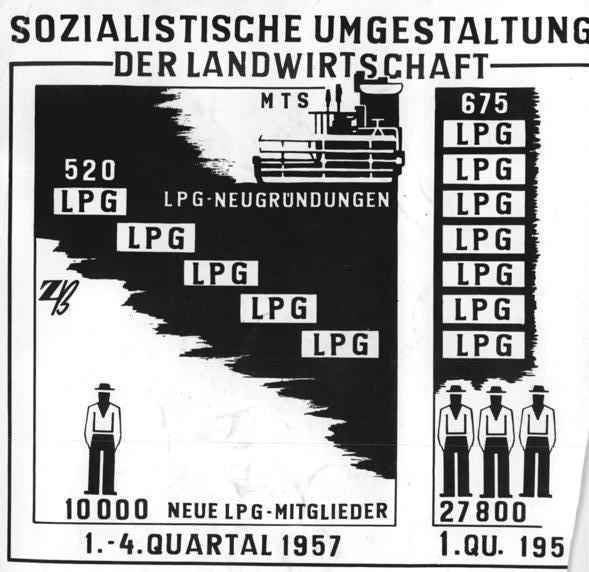
Neugründungen der LPG 1957/58

Am 8. Juni 1952 gründeten Bauern aus Merxleben bei Bad Langensalza mit Zustimmung des ZK der SED die erste landwirtschaftliche Produktionsgenossenschaft der DDR, die den Namen "Walter Ulbricht" erhielt. Auf der II. Parteikonferenz der SED im Juli 1952 hielt deren Vorsitzender Ernst Großmann als Delegierter eine Rede, die von Walter Ulbricht lobend hervorgehoben wurde. Die SED beschloss daraufhin die Bildung von weiteren Genossenschaften. Damit wurden landwirtschaftliche Produktionsgenossenschaften zugelassen.
Die LPG wurden in einer Gründungsversammlung errichtet, mussten sich ein Statut nach gesetzlich vorgeschriebenem Musterstatut geben und wurden durch staatliche Organe bestätigt. Mitglied einer LPG konnten nicht nur die Bauern mit eigener Wirtschaft werden, sondern auch Landarbeiter und andere Bürger.
Es wurden zunächst drei verschiedene Typen von LPG gebildet (Typ I, Typ II und Typ III). Je nach Typ wurden von den Bauern dabei ihr Ackerland (I), dazu ihre Maschinen (II) und dazu der gesamte landwirtschaftliche Betrieb mit Vieh, Maschinen und Gebäuden (III) in die Genossenschaft eingebracht. Die Bauern mussten darüber hinaus Bargeld einbringen (Inventarbeitrag). LPG des Typs III waren zunächst selten, weil es an ausreichend großen Stallungen mangelte. Viele LPG wandelten sich erst später, oftmals unter Druck von Partei und Staat vom Typ I oder II in den nunmehr dominierenden Typ III um.
Auf die Bauern wurde insbesondere Ende der 1950er Jahre zunehmend ökonomischer wie psychologischer Druck ausgeübt, sich einer der meist unwirtschaftlichen LPG anzuschließen. Die Einzelbauernwirtschaften wurden bei der Maschinenausleihe durch die Maschinen-Ausleihstationen (MAS), später Maschinen-Traktoren-Stationen (MTS) systematisch benachteiligt, sodass das Abgabensoll, die Verpflichtung zur Lieferung einer bestimmten Menge landwirtschaftlicher Produkte, immer schwerer zu erfüllen war. Zahlreiche Bauern sind nach der II. Parteikonferenz der SED 1952 bis zum Mauerbau 1961 aus der DDR geflohen, um nicht Mitglied einer LPG werden zu müssen. Ihre Betriebe wurden zunächst von den staatlichen örtlichen Landwirtschaftsbetrieben (ÖLB) verwaltet und später nach Enteignung des Grund und Bodens in die LPG integriert.

### Zwangskollektivierung 1960 und weitere Entwicklung

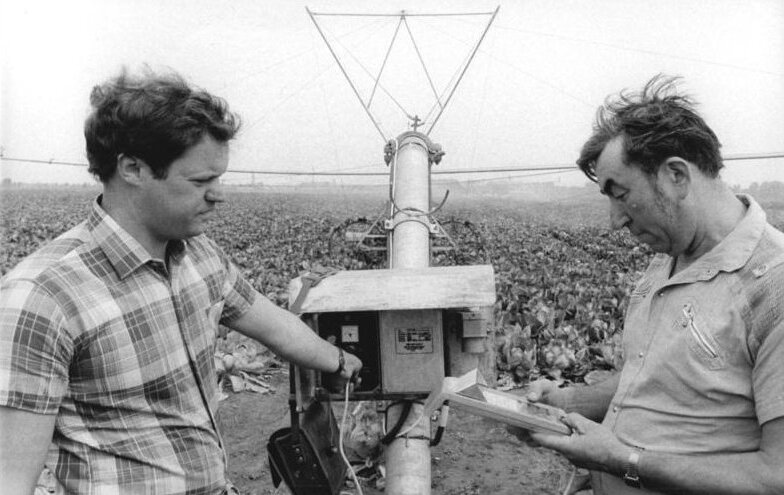
Beregnungsanlage einer LPG, 1989

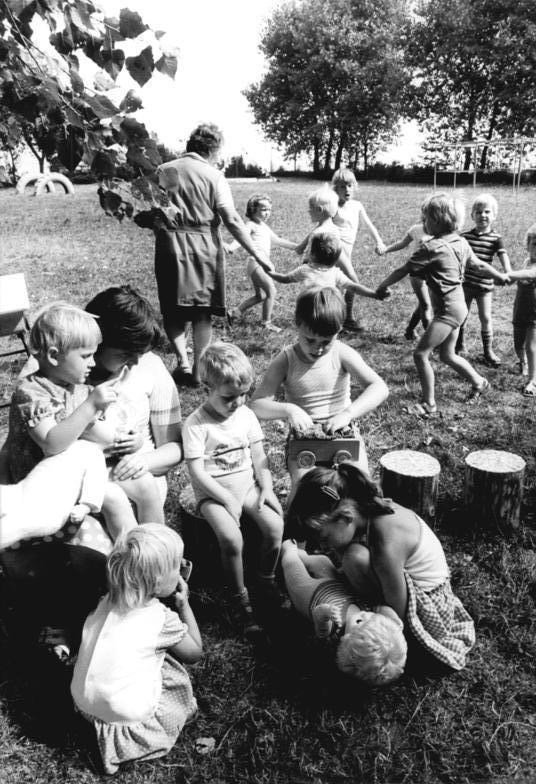
Erntekindergarten der LPG in Gerdshagen, 1983

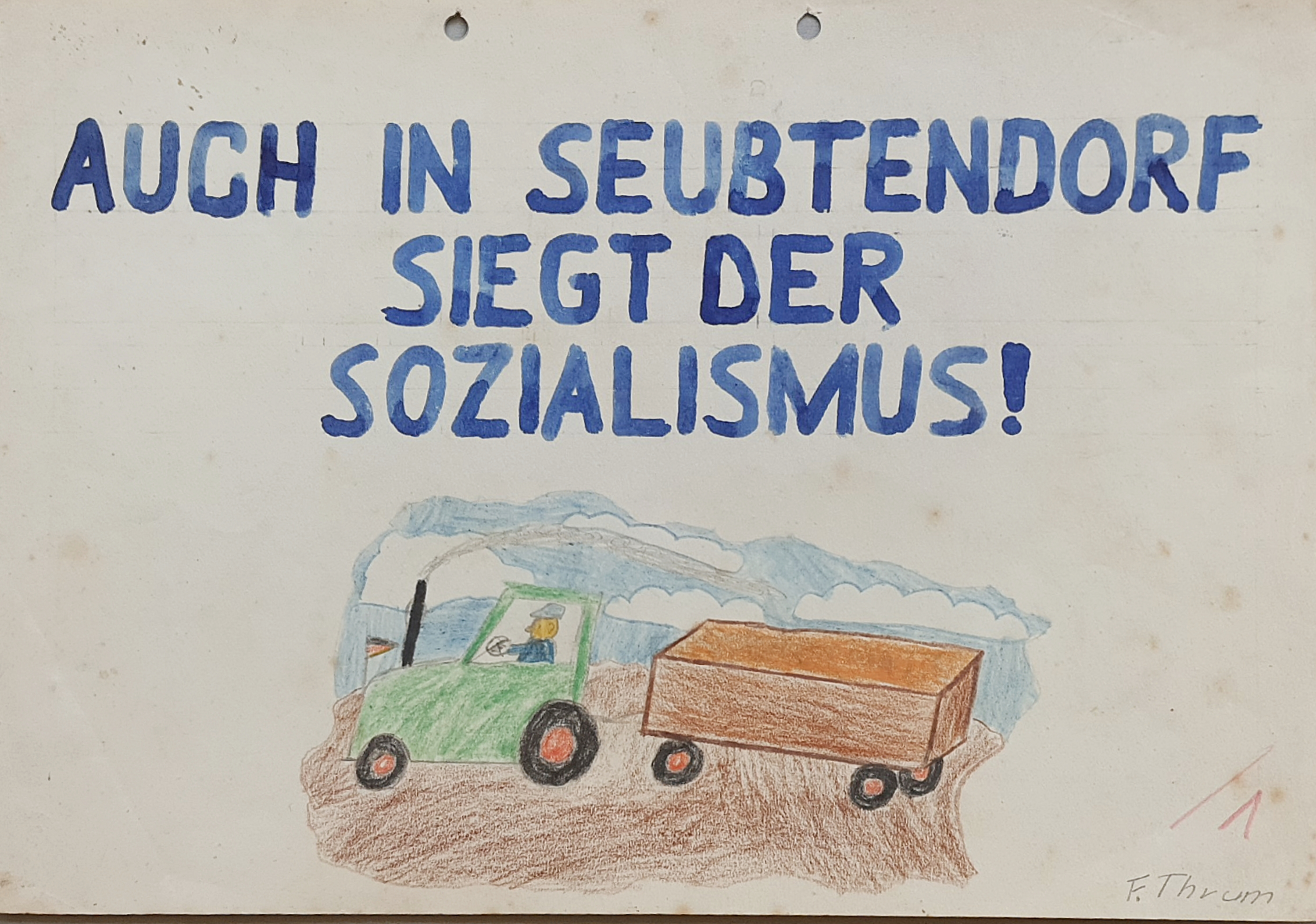
Zeichnung in der Grundschule zum Thema LPG und Sozialismus. 1960

Im Frühjahr 1960 wurde die Kollektivierung der Landwirtschaft durch eine Kampagne der SED, der sogenannte Sozialistische Frühling auf dem Lande, zwangsweise abgeschlossen. Ab diesem Zeitpunkt existierten, von Ausnahmen wie dem Hof Marienhöhe abgesehen, kaum mehr Einzelbauern. Am 25. April 1961 verkündete Walter Ulbricht die „Vollkollektivierung“. Von dieser Zwangskollektivierung waren zirka 20 % der DDR-Bevölkerung betroffen.
Ab Mitte der 1960er Jahre wurde die Kooperation zwischen den LPG mit dem Ziel einer erhöhten Konzentration und Spezialisierung der Produktion vorangetrieben. So kam es zu zahlreichen Fusionen von LPG, deren Anzahl somit von 1960 zu 1970 von 19.313 auf 9009 sank. Am Ende dieser Umwälzungen standen die Kooperativen Abteilungen Pflanzenproduktion (KAP) Anfang der 1970er Jahre. In diesen wurde die Feldwirtschaft mehrerer LPG gemeinsam betrieben, sodass den „Restbetrieben“, wie sie teilweise genannt wurden, weitestgehend nur die Viehwirtschaft blieb. Mitte der 1970er Jahre forcierte die SED die Umwandlung der KAP in LPG Pflanzenproduktion (LPG (P)) und VEG (P). Die administrative Trennung von Tierhaltung ((T) = Tierproduktion) und Feldbau, die mit der Bildung der Pflanzenproduktionsbetriebe manifestiert wurde, führte zu einem erhöhten Transport- und Verwaltungsaufwand und war unter den Bauern höchst umstritten. Die Spezialisierung entsprach zwar allgemeinen Trends in den westlichen Ländern, erfolgte allerdings überspitzt, so besaßen die KAP und später die LPG (P) teilweise die unüberschaubare Größe ganzer Kreise. Hinsichtlich dessen erfolgten unter Werner Felfe zu Beginn der 1980er Jahre zaghafte agrarpolitische Kurskorrekturen der SED.

### Umstrukturierungsprozesse nach der deutschen Wiedervereinigung
Die Landwirtschaft wurde bis zur Deutschen Wiedervereinigung überwiegend in zirka 4500 LPG betrieben. Nach der Wiedervereinigung wurde im Juni 1990 das Landwirtschaftsanpassungsgesetz erlassen, das die Auflösung der LPG und deren Übergang in andere Rechtsformen regelt. Dabei waren auch die Inventarbeiträge zurückzuzahlen, soweit die LPG dies wirtschaftlich leisten konnte. Der Übergang verlief dabei in vielen – nach Ansicht der Autoren einer umfassenden rechtswissenschaftlichen Studie in „nahezu allen“ – Fällen nicht rechtskonform. Es kam zu zahlreichen Rechtsstreitigkeiten, die mit „beispielloser Härte“ geführt wurden, so dass die Frankfurter Allgemeine Zeitung von einem neuen „Bauernkrieg“ zwischen ehemaligen Mitgliedern und LPG-Vorständen sprach. Die LPG lösten sich ganz oder teilweise auf, verbliebene oder verkleinerte LPG wandelten sich vor allem als eingetragene Genossenschaft (e. G.) oder als GmbH, da die Form des einheitlichen genossenschaftlichen Besitzes der LPG nicht dem bundesdeutschen Wirtschaftsrecht entsprach. Diese verbliebenen großen Betriebe dominieren in weiten Teilen die Landwirtschaft im Osten Deutschlands. Bei Auflösungen wurde der Genossenschaftsbesitz auf die genossenschaftlichen Eigentümer aufgeteilt, die ihrerseits teilweise als Wiedereinrichter ihre Landwirtschaft begannen und ausbezahlt wurden.
Die Mehrzahl der LPG wurden während der erheblichen Umstrukturierungsprozesse bis 1992 in Agrargenossenschaften umgewandelt. Als Folge des tiefgreifenden Strukturwandels von der Plan- zur Marktwirtschaft verloren binnen einer Dekade mehr als drei Viertel der in der Landwirtschaft Beschäftigten ihren Arbeitsplatz. Die aus den LPG hervorgegangenen Großbetriebe sind stark subventionsabhängig und die Attraktivität der ländlichen Räume Ostdeutschlands leidet bis heute erheblich an der vormaligen sozialistisch geprägten agrarindustriellen Monostruktur, da die Dominanz der daraus hervorgegangenen Großbetriebe zementiert wurde. Dieses brisante Thema wird von der ostdeutschen Landespolitik und Regionalpresse weitgehend tabuisiert und verschwiegen. Wurden in der DDR-Zeit fast alle landwirtschaftlichen Flächen unbenommen der Bodenqualität intensiv bewirtschaftet, wurden mit der Einpassung in den stark regulierten und subventionierten EU-Agrarmarkt Teile der landwirtschaftlichen genutzten Anbauflächen aus der Bewirtschaftung genommen, um angesichts der tendenziellen Überproduktion und des hohen Konkurrenzdrucks wettbewerbsfähige Strukturen aufbauen zu können.

## Mitglieds- und Wirtschaftsverhältnisse

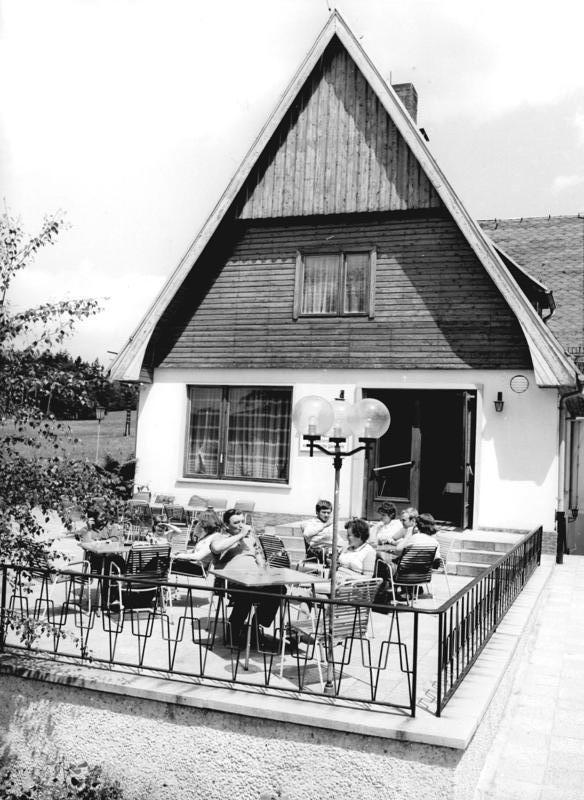
Ferienobjekt für LPG-Bauern

Das Genossenschafts- und Bodenrecht war im speziellen Rechtsgebiet des LPG-Rechts geregelt. Der eingebrachte Grund und Boden der Bauern blieb weiterhin deren Eigentum, allerdings mit weitreichenden Veräußerungsbeschränkungen. Die LPG hatten ein gesetzlich garantiertes umfassendes Nutzungsrecht an den landwirtschaftlichen Flächen. Landwirtschaftliche Gebäude, das Inventar und Waldflächen wurden Eigentum der LPG.
Die LPG wirtschafteten als rechtlich selbständiger Betrieb. Die LPG-Mitglieder erhielten, soweit sie in der LPG arbeiteten, einen leistungsbezogenen Arbeitslohn und eine Gewinnbeteiligung, die in der Jahresendauszahlung enthalten war. Bauern, die landwirtschaftliche Flächen eingebracht hatten, erhielten darüber hinaus einen flächenbezogenen Gewinnanteil, die sogenannten Bodenanteile.

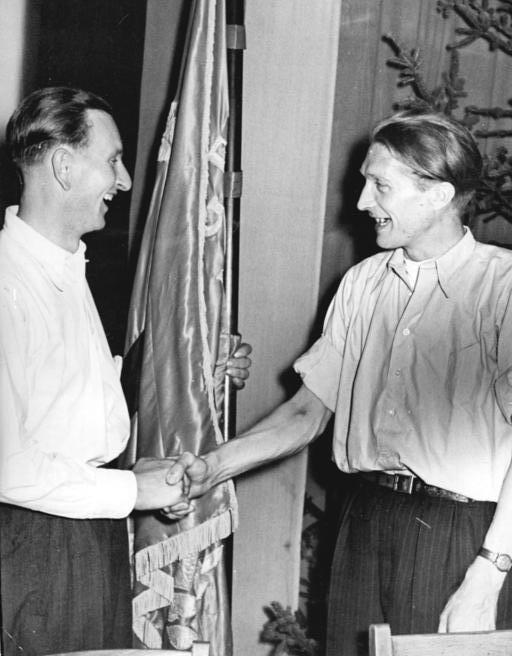
Ehrung der LPG in Treppendorf

Die LPG wurden formal demokratisch geleitet. Das Musterstatut sah vor, dass über den Vorstand und wichtige Angelegenheiten der LPG in einer Mitgliederversammlung entschieden wird. Die SED- und Staatsorgane übten jedoch großen Einfluss auf die Entscheidungen aus, so wurden die sehr einflussreichen Vorsitzenden oft per SED-Parteiauftrag von außerhalb eingesetzt. Die Arbeit in den LPG wurde über Brigaden und Abteilungen organisiert. Die LPG-Mitglieder waren gesetzlich verpflichtet, ihre ganze Arbeitskraft der LPG zu widmen. Der Austritt aus einer LPG oder die Aufnahme einer Beschäftigung außerhalb der LPG war nach dem Musterstatut von der Zustimmung der Mitgliederversammlung der LPG abhängig und galt als politisch unerwünscht. Somit war es für Mitglieder nicht einfach, aus den LPG auszutreten, wenn sich die anderen Mitglieder dagegen sperrten.
Die meisten LPG-Statuten sahen vor, dass die Genossenschaftsbauern neben ihrer Tätigkeit in der LPG in geringem Umfang eine „individuelle Hauswirtschaft“ betreiben konnten. Jedem Mitglied standen 0,5 Hektar Land zu, auf denen er, bis 1977 nur in beschränkter Anzahl, auch Nutztiere halten durfte.

## Andere Formen der industriellen Landwirtschaft
Neben den LPG gab es, wenn auch in wesentlich geringerer Anzahl, staatliche landwirtschaftliche Produktionsbetriebe, die Volkseigenen Güter. Im Gartenbau waren es mit vergleichbarer Struktur die GPG, Gärtnerische Produktionsgenossenschaft.
Die LPG ähnelten stark dem sowjetischen Kolchos, bei dem der Boden jedoch Staatseigentum war. Ähnlich organisierte Landwirtschaftsbetriebe gab es in allen Ostblock-Staaten, wenn auch in unterschiedlich starker Ausprägung.

## Filme
- Manipulierte Bilanz - Der LPG-Skandal. Bauern kämpfen um ihr Recht, ein Film von Jan N. Lorenzen und Lutz Hofmann. In: MDR Fernsehen. 2016, archiviert vom Original am 5. August 2016; abgerufen am 3. Januar 2024.